# 안정초등학교
안정초등학교는 대한민국 경상북도 영주시 안정면 신전리에 있는 공립 초등학교이다.

## 학교 연혁
- 1929년 9월 9일 안정공립보통학교 개교(설립인가 6월 26일)
- 1938년 4월 1일 안정공립심상소학교로 개칭
- 1941년 4월 1일 안정공립국민학교로 개칭
- 1968년 4월 19일 운동장 600평 확장
- 1981년 3월 12일 병설유치원 개원
- 1996년 3월 1일 안정초등학교 개칭
- 1996년 3월 1일 안정남부국민학교 본교 병합
- 1996년 3월 15일 급식 실시
- 2000년 1월 8일 학교 방송실 설치
- 2000년 6월 16일 5,6학년 다목적교실 설치
- 2001년 3월 1일 오계초등학교 본교 병합
- 2014년 10월 1일 교사 외부 리모델링
- 2015년 1월 20일 급식실 개선공사 및 내부 리모델링
- 2015년 12월 2일 용암관 개관, 골프연습장 개장(교장실,현관,계단)
- 2017년 3월 1일 제28대 김성동 교장 부임
- 2020년 2월 7일 제88회 졸업(졸업생 총수5,643명)
- 2020년 3월 1일 초등 6학급, 유치원 1학급 편성
- 2020년 8월 20일 학교 공원 트리하우스 야외 도서관 완공
- 2021년 3월 1일 제29대 임인규 교장 부임
- 2021년 2월 8일 제89회 졸업(졸업생 총수 5,653명)

## 학교 상징
- 우리 학교 꽃 - 라일락
  - 꽃의 향기가 그윽하며 정원수로 매우 좋고 오래도록 피어 있다.
  - 시ㆍ글 속에 자주 등장하며 화려하지도 밉지도 않는 청아한 인간상을 나타낸다.
- 우리 학교 나무 - 주목
  - 주목은 사철 푸른 상록수로서 소백산과 같은 높은 산에 잘 자란다.
  - 이 주목은 매운 바람 몰아치는 높은 곳에서 눈 바람에 지치지 않고 항상 푸른 모습을 나타내므로 우리 안정 어린이도 이 주목을 본받아 씩씩하고 푸른 꿈을 키워가도록 바라는 마음에서 교목으로 정한다.

## 참고 자료
- 안정초등학교 - 한국교육학술정보원 학교알리미